# Karakki, Hosanagara
Karakki là một làng thuộc tehsil Hosanagara, huyện Shimoga, bang Karnataka, Ấn Độ.